# Дірк Бах
Дірк Бах (нім. Dirk Bach; 23 квітня 1961, Кельн — 1 жовтня 2012, Берлін) — німецький телевізійний комедійний актор.

## Життя
Дірк Бах є сином інженера, краєзнавця Віллі Баха та бухгалтера Гертруди Бах. Обоє працювали в німецькій телерадіокомпанії в Північній Рейн-Вестфалії, це дало хлопцю можливість рано познайомитись з театром. Дірк Бах, який ніколи не відвідував акторську школу, отримав за свою першу театральну роль в 1978 році від всесвітньо відомого режисера Хайнера Мюлера премію «Прометей». Свій сценічний досвід Дірк Бах отримав в студентських театрах і в декількох театральних колективах. Він отримував ролі в Амстердамі, Брюсселі, Лондоні, Нью-Йорку, Утрехті та Відні. В середині 1980-х років він зіграв свою першу роль як комік. У 1988 році він взяв участь в театрі імпровізації Springmaus. У 1992 році він став постійним членом ансамблю Кельнського драматичного театру. Широкій аудиторії він став відомим у 1992 році з Дірк Бах-шоу, які транслювалися в ефірі RTL і пізніше Super RTL. Він був спікером у мультсеріалі Оггі та таргани. Озвучував аудіокниги, твори Вальтер Мерса, Террі Пратчетта, Франца Кафки, та книги для дітей Urmel aus dem Eis від Крузе Макс. З травня по червень 2008 року ставив театральну виставу Бути або не бути, після однойменного фільму від Ернста Любича, на сцені Миловича театру в Кельні. 2009 Влітку 2010 був учасником ансамблю на фестивалі Нібелунгів. У багатьох своїх постановках він працював з Hella von Sinnen, яку він знав з часів Кельнського співробітництва.

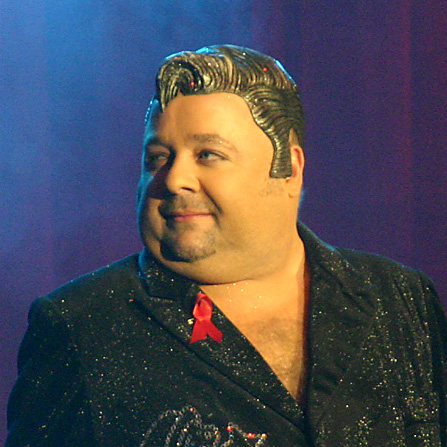
2005 рік
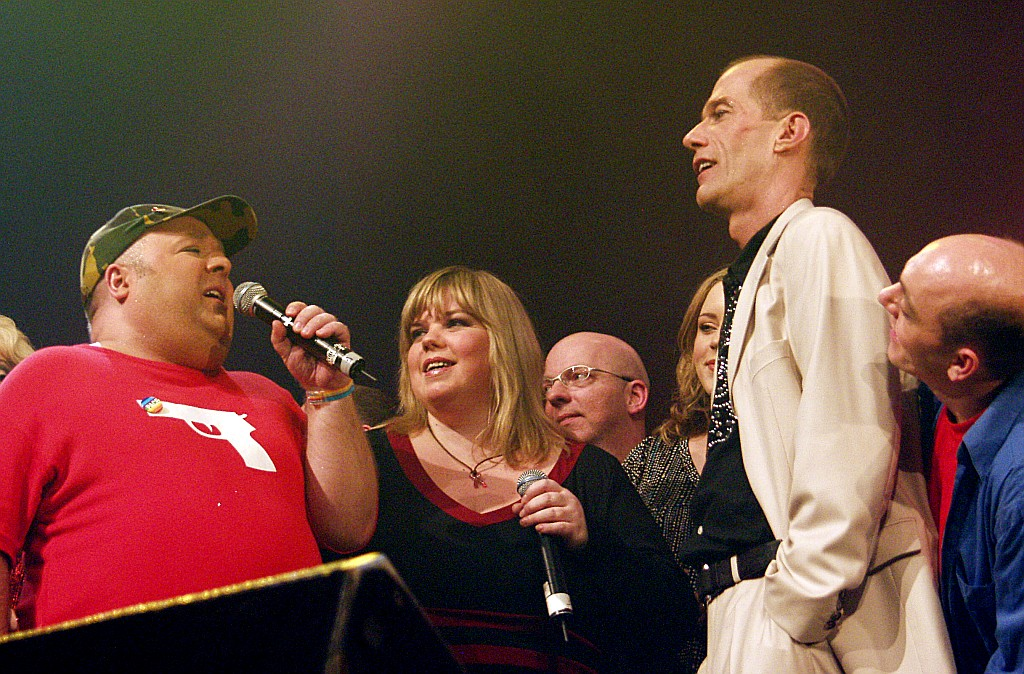
Бах-Шнітгард-Уекер-Хокер
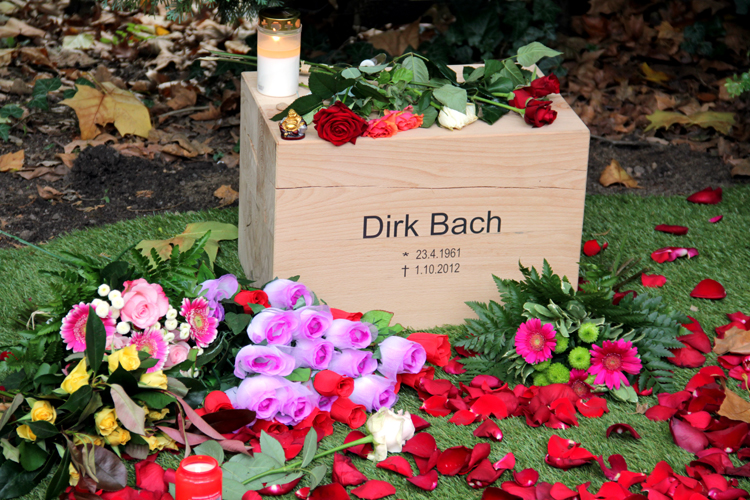
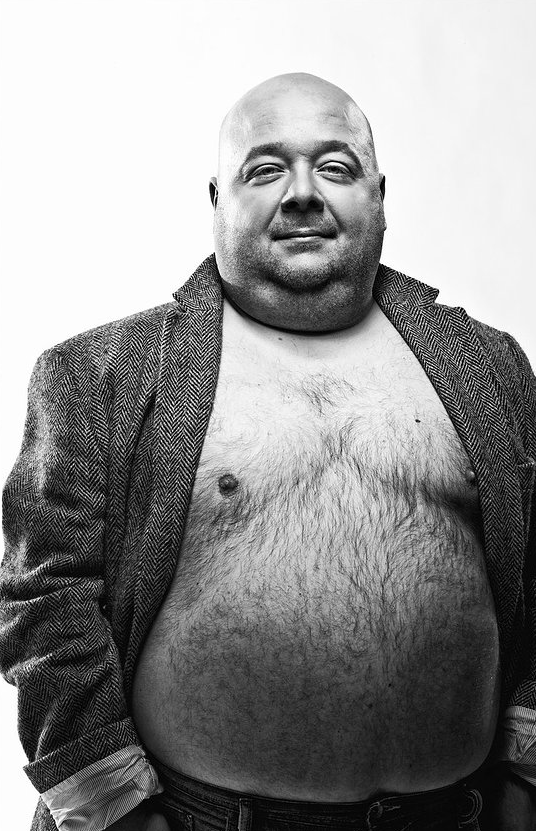
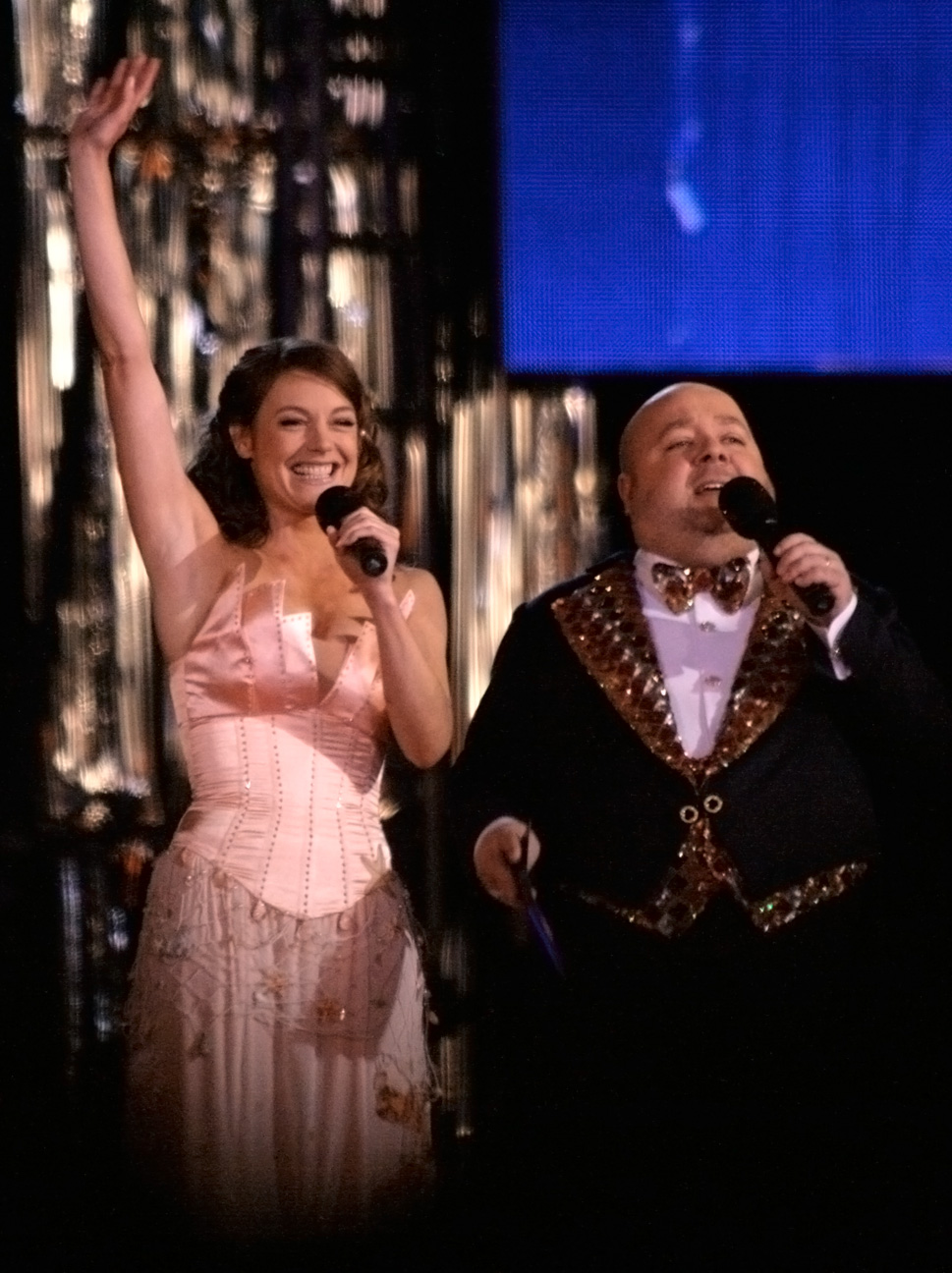
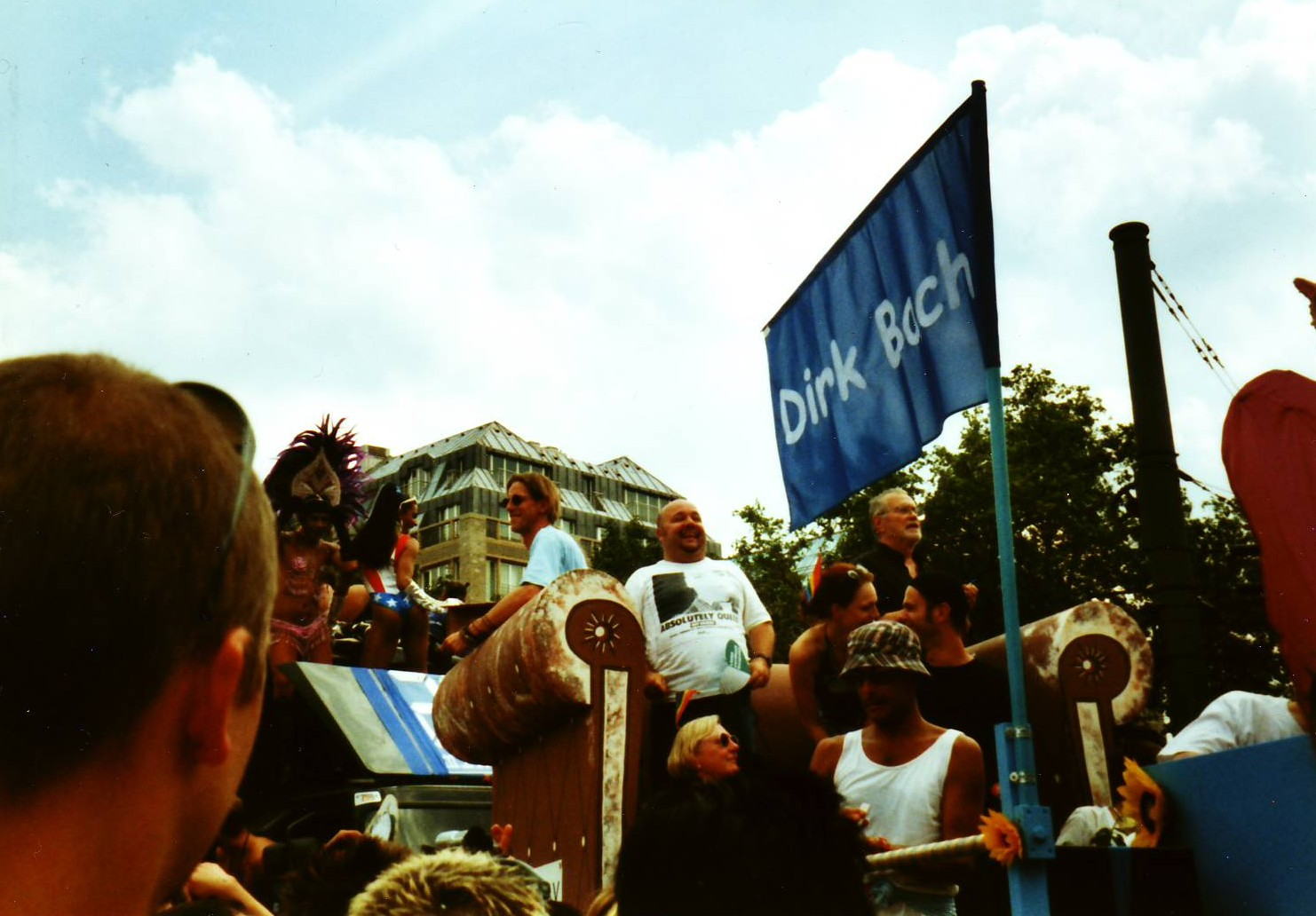
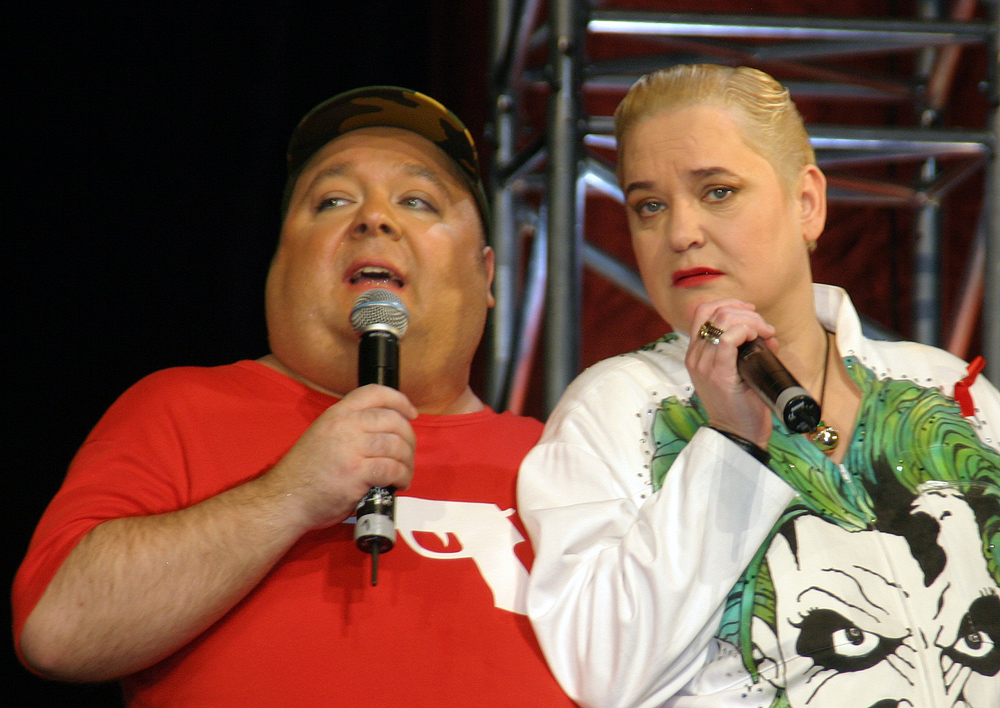
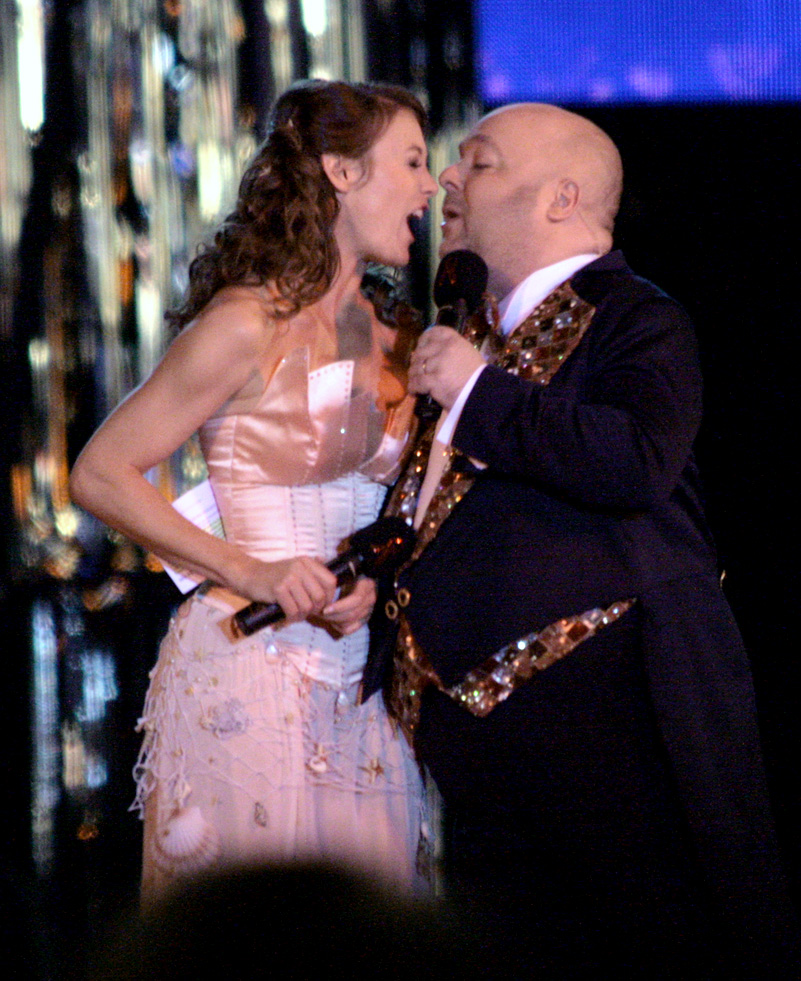

## Приватне та громадське життя
3 1995 року жив в цивільному шлюбі зі своїм партнером. В 1999 році в Кі-Вест узяв шлюб, але в Німеччині він не мав ніякої юридичної сили. Бах виступав за рівноправність гомосексуалів. Був членом гей союзу Німеччини.
Бах підтримав Amnesty International та організацію PETA, був нагороджений 2001 нагородою імені Джина Гершолта. У 2008 році він отримав Reminders Day Award за свою відданість у боротьбі з ВІЛ і СНІДом. Дірк Бах був почесним членом консультативної Ради СНІД-допомоги в Кельні. Його благодійні концерти серії «Cover me» за десять років зібрали близько 350 000 євро. Дірк Бах був хрещеним батьком Люка Мокріджа - Вільямом.

## Смерть
В жовтні 2012 Дірк Бах знайдений мертвим у своїх апартаментах готелю «Clipper Garden Home Berlin» в Берліні. Прокуратура Берліна повідомила, що Дірк Бах помер від серцевої недостатності. В його квартирі були ліки проти гіпертонії та серцевої недостатності, а також зниження рівня холестерину. В жовтні 2012 року урна Дірка Баха похована у вузькому сімейному колі друзів.
З 2014 року на могилі Баха встановлена скульптура німецької премії комедії.

## Нагороди
За роботу в серіалі Lukas Бах отримав премію Telestar (1996), German Comedy Award (1999) і Goldene Kamera (2001). У 1990 році він отримав для своєї кабаре-програми Едгар премію кабаре Barocke Sau vom Bodensee. Окрім Баха, цю нагороду отримали тільки кабаретист Ґюнтер Ґрюнвалд (1989) і актор Отфрід Фішер (1991).

## Фільмографія
| Фільми - 1983: Tonight — зліт і падіння одного Запросили - 1984: На небі є пекло / Hullygully сир в замок - 1985: Пітер робить поле свіже! (Телевізійний фільм) - 1985: Bas-Борис Боде (Серіал) - 1988: звуки війни (ТВ-Experimental Film) - 1989: У рік черепахи - 1993: Немає Пардон - 1995: Nich' з Лео - 1997: рандеву смерті (телефільм) - 1998: жінка редьки, і я Czerni - 1999: Помирати красиво (телефільм) - 2001: загадка криваво-Червоного Рубіна (телевізійний фільм) - 2001: людина, якого вона могла не любити (телефільм) - 2001: маленький полярний ведмедик (голос Карузо) - 2003: Парад Karlchens - 2003: пошук імпотентом на все життя - 2003: Crazy Race - 2004: Crazy Race 2 — Чому стіна дійсно впала (телевізійний фільм) - 2005: Попп Тебе стрункою! (Телевізійний фільм) - 2005: Urmel aus dem Eis (телевізійний фільм) - 2005: маленький полярний ведмедик 2 (голос Карузо) - 2006: Два З'їсти з задоволенням (телевізійний фільм) - 2006 рік: рок-н-рол Wild Boys - 2006: Crazy Race 3 — зламати будь-який замок (телефільм) - 2007: ProSieben годину казки — нове вбрання короля (телевізійний фільм) - 2008: African Race — На полювання за Marakunda (телевізійний фільм) - 2008: ProSieben Казкар — Спляча Красуня (Телевізійний Фільм) - 2008: Окуляри Лояльності (Телевізійний Фільм) - 2008: тому і полуничним варенням хліб з медом (телефільм) - 2008: спляча красуня - 2008: Il Giardino (Короткометражний Фільм) - 2008: Sunshine Баррі і черв'яки Диско (голос Тіто) - 2009: зірка Лори і таємничий дракон Ніан (голос від Nian) - 2009: Вгору (голос Dug) - 2011: Селянський Сніданок — Фільм - 2012: ProSiebens 1001 ніч — караван проклятих дів (телевізійний фільм) | Телепередачі - 1986: Kir Royal (2 Епізоди) - 1992—1994: Dirk Bach Шоу - 1994: Weltings від центрального залізничного вокзалу — розлучення на Кельш - 1994: Три Закохатися - 1995: Я люблю тварин (Music Video крем 21) - 1995: Marys псих лікарня - 1996—2001: Lukas (64 Серій) - 1998: Varell & Decker (4 Епізоди) - 1999—2002: Оггі і таргани (оповідач) - 2000—2007: вулиця Сезам - 2002—2003: маленький чернець (16 серій) - 2003—2007: Геніально поруч — Comedy Арена (12 епізодів) - 2004—2012: Я зірка — заберіть мене звідси!, Сезон 1-6 - 2004—2011: Schillerstrasse (21 Серій) - 2005—2009: тому і полуничним варенням хліб з медом (диктор) - 2006: знаменитості кухня — Кулінарні ігри з Дірк Бах (9 епізодів) - 2006—2008: Вільний морда/рило XXL - 2009: Просто Бах! - 2010: Заборонена Любов (2 Серій) - 2011: ARGE Talk Show (четвер вночі) - 2012: Кремер — Late Night Show (2 Епізоди) - 2012: Neo Paradise, (в якості гостя; за чотири дні до його смерті) |

## Театр
- 1993: Der Marquis schreibt einen unerhörten[14] Brief (nach dem Roman von Javier Tomeo) als Marquis am Schauspielhaus Köln
- 2000: Die Schöne und das Biest (Stuttgart) als Herr von Unruh
- 2001: Der Glöckner von Notre Dame (Berlin) als Antoine
- 2011: Die Mätresse des Königs, Regie: Dieter Wedel Komponist: Ludwig Auwald, als Hofnarr Fröhlich, Open-Air-Aufführung im Dresdner Zwinger[15]
- 2011—2012: Kein Pardon — Das Musical (Düsseldorf) als Heinz Wäscher

## Книга
- Вегетаріанська вечеря. М'ясні улюблені рецепти і з Дірком Бахом, vgs, 2005, ISBN 978-3-8025-1680-1

## Аудіокниги
- Безкоштовно після Карла Мей —Так, спочатку ... — Winnetou unter Comedy-Geiern: Hörspiel, 2000 (разом із Jürgen von der Lippe, Rüdiger Hoffmann, Herbert Knebel, Hella von Sinnen, Bastian Pastewka, Mike Krüger, Bernd Stelter, Frank Zander і Till Hoheneder), ISBN 978-3-8371-1181-1
- П'ятий слон[16] (Читання рівня. Romans von Terry Pratchett), BMG Wort (Sony Music), 2000, ISBN 3-89830-126-5 (Lesung, Gekürzt auf 3 CDs, Ungekürzt als Download)
- Енсел і Крит (herausgegeben von Walter Moers), Roman, 2000, ISBN 3-8218-5164-3 (Lesung, 5 CDs)
- Дика подорож через ніч(Lesung des gleichn. Romans von Walter Moers), Roman, 2001, ISBN 3-8218-5171-6 (Lesung, 4 CDs)
- Повна правда (Lesung des gleichn. Romans von Terry Pratchett), BMG Wort, 2001, ISBN 3-89830-275-X (Lesung, Gekürzt auf 3 CDs, Ungekürzt als Download)
- Злодій часу(Lesung des gleichn. Romans von Terry Pratchett), Random House Audio, 2002, ISBN 3-89830-419-1 (Lesung, Gekürzt auf 3 CDs, Ungekürzt als Download)
- Румо і чудеса в темряві (Lesung des gleichn. Romans von Walter Moers), Roman, 2003, ISBN 3-89903-172-5 (Lesung, 21 CDs)
- Місто мрійників (Lesung des gleichn. Romans von Walter Moers), Roman, 2004, ISBN 3-89903-225-X (Lesung, 14 CDs)
- 13½ життя капітана Синя Борода(Lesung des gleichn. Romans von Walter Moers), Eichborn Verlag, Frankfurt a. M. 2006, ISBN 978-3-8218-5159-4 (Lesung, 16 CDs, 1101 Min.)
- Die Mumins.Eine drollige Gesellschaft. (Lesung des gleichn. Romans von Tove Jansson [Autorin], Verlag: Patmos; Auflage: 1 [15. August 2006], ISBN 978-3-491-24129-9 [Lesung, 2 CDs])
- Буря в долині матусь. (Lesung des gleichn. Romans von Tove Jansson [Autorin], Verlag: Patmos; Auflage: 1 [2006], ISBN 978-3-491-24137-4 [Lesung, 2 CDs])
- Історії з Долини мами. (Lesung der gleichn. Kurzgeschichtensammlung von Tove Jansson [Autorin], Verlag: Patmos; [2007], ISBN 978-3-491-24138-1 [Lesung, 2 CDs])
- Der Fönig — Ein Moerschen (Читання рівних. Erzählung von Walter Moers), Roman, 2007, ISBN 978-3-8218-5222-5 (Lesung, 1 CD)
- Три ??? — Feuermond. Hörspiel, 2008, in der Rolle des Charles Knox
- Шкільна сумка, повна історій. (відредагований von Max Kruse), Der Audio Verlag (DAV), Berlin, 2010, ISBN 978-3-89813-957-1, (Lesung, 2 CDs, 158 Min.)
- Де живе Дід Мороз та інші історії (Читання різдвяних казок о Mauri Kunnas), Verlagsgruppe Oetinger, Hamburg, 2010, ISBN 978-3-8373-0526-5 (Lesung, 1 CD, 78 Min.)

## Біографія
1. 1 2 3  Deutsche Nationalbibliothek Record #122972767 // Gemeinsame Normdatei — 2012—2016.
2. 1 2  Person Profile // Internet Movie Database — 1990.
3. ↑  https://www.queer.de/detail.php?article_id=14500
4. ↑  chorweiler.info. Архів оригіналу за 31 березня 2014. Процитовано 24 жовтня 2018.
5. ↑  bunte.de. Архів оригіналу за 6 листопада 2012. Процитовано 24 жовтня 2018.
6. ↑  Дірк Бах.
7. ↑  Нібелунгів фестиваль гри [Архівовано 29 липня 2012 у Wayback Machine.] на worms.de
8. ↑  Дірк Бах (†51) — секрет кохання свого життя. Архів оригіналу за 22 жовтня 2013. Процитовано 24 жовтня 2018.
9. ↑  Дірк Бах: Важко закохатися до смерті. Архів оригіналу за 29 листопада 2014. Процитовано 24 жовтня 2018.
10. ↑  aidshilfe-koeln.de — Das «Lebenshaus» wird zum «Dirk Bach-Haus». Архів оригіналу за 4 березня 2016. Процитовано 24 жовтня 2018.
11. ↑  Прокуратура: Дірк Бах помер, ймовірно, від серцевої недостатності. Архів оригіналу за 20 жовтня 2013. Процитовано 24 жовтня 2018.
12. ↑  Дірк Бах помер — серцева недостатність, як причина смерті, швидше за все. [Архівовано 20 жовтня 2013 у Wayback Machine.] Берлін.ru, 2.
13. ↑  Могила Дірк Бах [Архівовано 25 жовтня 2018 у Wayback Machine.] knerger.ru
14. ↑  Der Marquis schreibt einen unerhörten Brief - Wagenbach Verlag. www.wagenbach.de (de-de) . Архів оригіналу за 28 жовтня 2018. Процитовано 27 жовтня 2018.
15. ↑  У метрессы короля [Архівовано 11 грудня 2017 у Wayback Machine.] програма.ard.de
16. ↑  Elefant. Der Neue Pauly. Процитовано 27 жовтня 2018.